# Joan Creus i Molist
Joan Creus i Molist (1956.) je bivši katalonski košarkaš i španjolski reprezentativac. Danas je košarkaški trener. Legenda je katalonske i španjolske košarke. Igrao je na mjestu organizatora igre. Visine je 176 cm. Igrao je u Euroligi sezone 1998./99. za španjolsku TDK Manresu iz katalonskog grada Manrese.
Košarku je igrao od 1973. do 1999. godine.
Sa Španjolskom je osvojio srebro na EP 1983. godine.